# すえたちばな駅
すえたちばな駅は、長崎県佐世保市江迎町末橘にある松浦鉄道西九州線の駅である。
正式な駅名はひらがな書きの「すえたちばな」だが、駅名標は漢字書きの「末橘」も併記されている。

## 歴史
- 1999年（平成11年）3月13日：開業[1]。

## 駅構造
単式ホーム1面1線を有する地上駅である。無人駅で駅舎は無いが、待合室がある。駅は国道から斜面を上ったかなり高いところにある。

## 利用状況
1日の平均乗車人員は以下の通りである。
| 乗車人員推移 | 乗車人員推移 |
| 年度         | 1日平均人数  |
| ------------ | ------------ |
| 1999         | 24           |
| 2000         | 19           |
| 2001         | 29           |
| 2002         | 27           |
| 2003         | 23           |
| 2004         | 37           |
| 2005         | 22           |
| 2006         | 21           |
| 2007         | 17           |
| 2008         | 9            |
| 2009         | 10           |
| 2010         | 14           |

## 駅周辺
- 亀の子団地
- 江迎湾
- 国道204号

## 隣の駅
松浦鉄道
■西九州線
西田平駅 - すえたちばな駅 - 江迎鹿町駅